# Pear Island
Pear Island (englisch für Birneninsel) ist eine kleine Insel im Palmer-Archipel westlich der Antarktischen Halbinsel. Sie gehört zu einer Gruppe von drei Inseln im Osten der Hackapike Bay vor der Nordostküste der Anvers-Insel. Die anderen beiden sind False Island und Head Island.
Die Insel ist erstmals auf einer britischen hydrographischen Karte aus dem Jahr 1929 verzeichnet. Ihren deskriptiven Namen, erstmals auf Kartenmaterial aus dem Jahr 1952 zu finden, erhielt sie vermutlich in Anspielung auf ihre Form.